# Nesoctites micromegas
Nesoctites micromegas е вид птица от семейство Picidae, единствен представител на род Nesoctites.

## Разпространение
Видът е разпространен в Доминиканската република и Хаити.